# フリー・フォール (2013年の映画)
『フリー・フォール』（Freier Fall）は2013年のドイツの恋愛ドラマ映画。
シュテファン・ラカント監督の長編劇映画デビュー作で、出演はハンノ・コフラーとマックス・リーメルトなど。
警官同士の秘められた愛と欲望の関係を描き、ドイツ版『ブロークバック・マウンテン』とも呼ばれている。また、ドイツ国外向けの英語字幕付き予告編では「The German Answer to Brokeback Mountain（『ブロークバック・マウンテン』に対するドイツの返答）」としている。
2013年2月に開催された第63回ベルリン国際映画祭で初上映された。
日本では2014年7月に開催された第23回東京国際レズビアン & ゲイ映画祭で上映された。
2017年に続編制作のために立ち上げられたクラウドファンディングで約2,000万円を集めたが、2021年12月時点で続編は制作されていない。

## ストーリー
マルク・ボルクマンは若い警察官で機動隊の訓練コースに参加している。彼は訓練で苦戦しており、身体面で他の訓練生よりも遅れをとっている。そんなマルクは訓練合宿中のルームメイトであるカイ・エンゲルとうまくいっておらず、ある日の訓練中にカイに突っかかり、小競り合いを起こす。しかし、マルクは自分の攻撃的な行為を謝罪し、これをきっかけに2人は友人となる。2人は定期的にジョギングを共にするようになるが、そんなある日、大麻を吸いながらカイが突然マルクにキスをする。カイはすぐに冗談だと言ってマルクを安心させる。ところが、後日のジョギングで2人は激しくキスをすると、カイはマルクに手コキをする。射精したマルクはカイを置いて1人で走り去る。
マルクが所属する警察部隊に欠員補充としてカイが異動してくる。マルクはカイを無視できなくなる。マルクとその家族がボウリングをしているところにカイが同僚女性と一緒に現れる。カイはマルクの妊娠中の長年の恋人ベッティーナを紹介される。マルクはベッティーナのためにカイのことを忘れようとするが、いつものジョギングコースで待っていたカイと雨の中でセックスをする。ベッティーナはマルクの行動を疑い始める。マルクは夜勤を口実にしてカイとの親密な関係を続け、カイはマルクに自分のアパートの鍵を渡す。マルクはベッティーナとの性行為が難しくなり、それを妊娠のせいだと言い訳する。
マルクとカイはゲイバーに行き、マルクはエクスタシーを摂取する。翌朝、ベッティーナはマルクのセックスの誘いを拒否し、他の女と会っているのかと尋ねるが、マルクはそれを否定する。ベッティーナはマルクの電話をチェックし、カイからの最近の着信を見つける。ベッティーナは息子を出産し、マルクはカイと距離を置こうとする。そんなマルクに強引に接近したカイはマルクに殴られた上に近寄るなと吐き捨てられる。
マルクは部隊が強制捜索したゲイバーにカイがいたことを知る。マルクはカイのアパートに現れ、他の男と寝るためにバーに行ったのかと責める。そんなマルクをカイは自分勝手だと責めながらも、愛していると告げ、他の誰とも寝ていないと言う。マルクは立ち去ろうとするが、カイの腕の中で泣き崩れ、2人はキスを交わす。
ある日の食堂で、カイは同性愛嫌悪的行為を仕掛けてきた同僚のリンピンスキーを力づくでねじ伏せる。マルクはカイを引き離そうとするが、そこでカイの肘が激しく顔面に当たってしまう。カイはマルクを見舞いに病院にやって来る。別れ際に2人はキスを交わすが、それをマルクの母親が目撃してしまう。マルクは母親を追いかけるが、口論となる。後日、息子の誕生祝いのパーティーに、ベッティーナの招待でカイが現れるが、マルクの両親は新しい家族ができたマルクに近づくなとカイに厳命する。会話を聞いていたマルクは、カイに帰るように言う。
翌日、カイのアパートを訪れたマルクは、カイがリンピンスキーに顔を殴られていたことを知る。マルクはカイに他の部隊に異動するよう助言するが、カイは2人の関係の将来について尋ねる。マルクは何も答えずにアパートの鍵を返して去っていく。マルクが家に戻ると、ベッティーナが荷物をまとめ、息子と一緒に出ていく準備をしていた。彼女はマルクが夜勤について嘘をついていたことを知り、彼女が戻るまでに家から出ていってほしいと言い、マルクとカイの関係について疑念をぶつける。その後、マルクは上司で義兄のフランクの家にいるベッティーナを訪ね、カイとの不倫を認める。
ベッティーナは最終的に息子と一緒に家に戻るが、マルクとの間にできた溝は埋められないままとなる。マルクはカイのアパートを訪れるが、既にもぬけの空になっていた。カイは黙って引っ越し、部隊も辞めていたのである。傷心のマルクをリンピンスキーがカイに絡めて挑発すると、マルクはリンピンスキーを挑発し返し、怒り狂ったリンピンスキーはマルクに暴行を加える。これを目撃したフランクはリンピンスキーを追い払う。高ぶる感情を抑えられないマルクは1人でゲイバーを訪れ、他の男との性的な出会いを求めるが、結局、何もできないまま家に戻る。マルクとベッティーナは2人の関係をこれ以上続けられないことを互いに認め、家を出たマルクは訓練施設の合宿所に入る。
映画は、冒頭のシーンと同じように、マルクが訓練所で他の訓練生たちとジョギングをしているシーンで締めくくられ、彼は周りを追い抜き、1人で前を走っていく。

## キャスト
- マルク・ボルクマン: ハンノ・コフラー
- カイ・エンゲル: マックス・リーメルト
- ベッティーナ・ビショフ: カタリーナ・シュットラー（ドイツ語版） - マルクの妊娠中の恋人。
- フランク・リヒター: オリヴァー・ブルーカー（ドイツ語版） - マルクの上司で義兄。
- クラウディア・リヒター: シュテファニー・シェーンフェルト（ドイツ語版） - フランクの妻。
- ブリット・レブマン: ブリッタ・ハンメルシュタイン（ドイツ語版） - マルクの同僚。
- グレゴール・リンピンスキー: シェンヤ・ラハー（ドイツ語版） - マルクの同僚。同性愛嫌悪者。
- インゲ・ボルクマン: マレン・クロイマン（ドイツ語版） - マルクの母。
- ヴォルフガング・ボルクマン: ルイス・ランプレヒト（ドイツ語版） - マルクの父。元警官。

## 製作
共同脚本のカルステン・ダーレムはかつて1年半ほど機動隊に所属していた経験があり、その研修中に目撃した同僚の同性愛者に対するいじめについてシュテファン・ラカント監督に語ったことが本作制作のきっかけであり、2人で同性愛者の警察官に話を聞いただけでなく、インターネットを通じてさまざまな調査を行ない、主人公と同じ境遇にある人たちとも接触した。なお、これらの一連の調査において警察の支援は得られなかった。
キャスティングに関しては、脚本を気に入ったものの、エージェントと相談し、ゲイの役のイメージが付くことを恐れてキャンセルした俳優が多くいた。最終的にキャスティングされたハンノ・コフラーとマックス・リーメルトの2人は既にお互いをよく知っていて共演経験もあった。ちなみに、マルクのホモフォビア（同性愛嫌悪）な母親を演じたマレン・クロイマンは、自らが同性愛者であることを公にしている。
撮影は2012年の夏に行なわれた。撮影場所がドイツ南西部のルートヴィヒスブルクであるのは、バーデン＝ヴュルテンベルク州の映画製作会社と南西ドイツ放送から資金提供を受けており、同州で撮影する必要があったこと、さらに、ルートヴィヒスブルクにある教員養成大学が警察の訓練施設の撮影場所に相応しかったことが理由であり、製作費を抑えるために他の撮影もすべてその周辺で行われた。
メインキャストの3人（コフラー、リーメルト、カタリーナ・シュットラー）と監督の4人は、何度も事前の打ち合わせを行ない、シーンごとに、また台詞ごとに話し合って分析した後、台詞を書き直すことで、3人が自分のキャラクターを心地よく感じ、自分のキャラクターがすると思わないことをしたり、言わないと思うことを言ったりしないようにした。その結果、台詞の多くは削除され、多くのことが表情や「言葉をなくすこと」で語られるようになり、その上でリハーサルはほとんど行なわず、登場人物の気分や感情をとらえるために、シンプルな手持ちカメラを使って撮影した。

## 作品の評価

### 映画批評家によるレビュー
デア・シュピーゲル誌のダニエル・ザンダーは本作を次のように高く評価している。
film-rezensionen.deのオリバー・アームクネヒトは10点満点中7点をつけ、「基本的な状況設定は特に目新しいものではなく、登場人物の描写もやや平板である。しかし同時に、このドラマは真に迫っており、2人の説得力のある主演俳優のおかげで、強烈で感動的なところの多くある作品となっている」と評価している。
FILMSTARTSのクリスチャン・ホルンは5点満点中3.5点をつけ、「強烈なドラマであり、特に主演俳優たちの素晴らしい演技が活きている」と評価している。
一方、critic.deのダニー・グロンマイヤーは「型通りの展開」「クリシェの集大成」で「かなり退屈」と酷評している。

### 受賞歴
| 賞                                         | 部門                          | 対象者                                              | 結果       | 参照   |
| ------------------------------------------ | ----------------------------- | --------------------------------------------------- | ---------- | ------ |
| メクレンブルク＝フォアポンメルン映画祭2013 | NDR監督賞                     | シュテファン・ラカント                              | 受賞       | [ 14 ] |
| ギュンター・ロールバッハ映画賞2013         | 作品賞                        | シュテファン・ラカント                              | 受賞       | [ 15 ] |
| ギュンター・ロールバッハ映画賞2013         | 作品賞                        | - ダニエル・ライヒ - クリストフ・ホルトホフ＝カイム | 受賞       | [ 15 ] |
| ギュンター・ロールバッハ映画賞2013         | 市長特別賞                    | ハンノ・コフラー                                    | 受賞       | [ 15 ] |
| ギュンター・ロールバッハ映画賞2013         | 市長特別賞                    | マックス・リーメルト                                | 受賞       | [ 15 ] |
| テレヴィジョナーレ2013                     | バーデン＝バーデンMFGスター賞 | シュテファン・ラカント                              | ノミネート | [ 16 ] |
| 第64回（2014年）ドイツ映画賞               | 主演男優賞                    | ハンノ・コフラー                                    | ノミネート | [ 17 ] |